# Yelena Belova (Universo cinematográfico de Marvel)
Yelena Belova (en ruso: Елена Белова) es un personaje ficticio interpretado por Florence Pugh en la franquicia cinematográfica del Universo Cinematográfico de Marvel (UCM), basada en el personaje homónimo de Marvel Comics, y a veces conocida por su alias, Black Widow (en español: Viuda Negra). Ella es la hermana adoptiva de Natasha Romanoff.
Belova se entrenó como asesina de la Viuda Negra en la Habitación Roja y se convirtió en una de las mayores asesinas infantiles. De adulta, ayudó a su familia adoptiva, Romanoff, Alexei Shostakov y Melina Vostokoff, a desmantelar las operaciones de la Habitación Roja lideradas por Dreykov. Ella cae víctima del Blip y, tras ser devuelta a la vida, trabaja como asesina a sueldo para Valentina Allegra de Fontaine. Se le encomienda matar a Clint Barton, pero le perdona la vida. Posteriormente se une a un equipo de asesinos a sueldo que formarán los Thunderbolts, posteriormente renombrados como los Nuevos Vengadores.
Pugh interpretó al personaje en las películas Black Widow (2021) y Thunderbolts* (2025). También repitió el papel en la serie de Disney+ Hawkeye (2021). Violet McGraw interpreta a una versión más joven del personaje. La interpretación de Pugh ha recibido críticas generalmente positivas.

## Concepto y casting
Pugh estaba en negociaciones para unirse al elenco de Black Widow en marzo de 2019. Marvel había estado considerando a Pugh para el papel desde finales de 2018, pero comenzó a buscar a otras actrices, incluida Saoirse Ronan, a principios de 2019. El estudio volvió a Pugh después de que recibiera buenas críticas por su actuación en la película Fighting with My Family (2019). Al mes siguiente, se confirmó que Pugh había sido elegida para la película. La actriz estadounidense Violet McGraw fue elegida como una joven Belova en Black Widow y repitió la aparición en Thunderbolts*.

## Caracterización
Pugh apareció por primera vez como el personaje en Black Widow (2021), donde la directora Cate Shortland afirmó que Natasha Romanoff/Black Widow le entregaría el testigo a Belova, lo que impulsaría otra historia femenina. Sobre su personaje, Pugh calificó a Belova como "un arma letal, pero también un poco infantil", y añadió que "no tiene ni idea de cómo vivir como ser humano".
Pugh describió la relación de Belova con Romanoff como "una historia de hermanas que se centra en el duelo, el dolor, el abuso, en ser víctima y en vivir con esa condición". Johansson reveló que una versión inicial del guion presentaba una relación mucho más conflictiva entre las hermanas, con Belova intentando "destronar" a Romanoff como espía; Johansson rechazó esa dirección para los personajes. Para evitar esta dinámica, Johansson describió la relación entre ambos personajes como "un conocimiento profundo y una hermandad". Consideró que Belova se desenvolvería mejor por sí sola en comparación con Romanoff, mientras que Pugh añadió que existía una "diferencia generacional" y que Belova es "sin complejos, segura de sí misma, curiosa [...] y emocionalmente valiente".
Pugh apareció posteriormente como el personaje en la serie de Disney+ Hawkeye (2021). Sobre el personaje, Pugh señaló que la serie "plantea un desafío completamente diferente", ya que ahora se enfrentaba al compañero de lucha de su hermana, Clint Barton.
Para Thunderbolts*, los actores recibieron una contribución sustancial a la interpretación de sus personajes en la película. Pugh dijo que su personaje se ha visto afectado por los eventos traumáticos de los proyectos recientes del MCU, incluyendo la muerte de Romanoff. En la película, Belova salta desde lo alto del Merdeka 118 sin el uso de dobles de acción, algo que Marvel Studios inicialmente se mostró reacio a permitir. Pugh también abogó por cambios en la escena de apertura que resultaron en que el personaje realizara la misión inicial vestido con un chándal en lugar de equipo de espía, lo que refleja su estado de ánimo general sombrío. Pugh también abogó por que el guion incluyera referencias a la muerte de Romanoff, señalando que "En el guion original, no había nada que ver con Natasha". A lo largo de sus apariciones en el MCU, Pugh señaló que las acciones de Belova siempre han demostrado que "ella siempre está tratando de ayudar a la persona que tal vez no es tan fuerte, o tal vez necesita un poco de amor", citando su adopción de un perro en la escena posterior a los créditos de Black Widow, su trato a Kate Bishop en Hawkeye y su compasión hacia Bob en Thunderbolts.

## Biografía del personaje

### Primeros años
Yelena Belova nació en la Unión Soviética en 1989. Cuando tenía tres años, el general Dreykov le asignó el rol de la hija menor de Alexei Shostakov y Melina Vostokoff, así como la hermana pequeña de Natasha Romanoff. Sin embargo, debido a su corta edad al inicio de la misión, Yelena era la única miembro del grupo que desconocía la verdadera naturaleza de la misión asignada y creía que los tres eran su verdadera familia. De pequeña, jugaba de portera en un equipo de fútbol infantil llamado "Los Thunderbolts". En 1995, cuando Shostakov completa su misión de robar información de S.H.I.E.L.D.. en Ohio, la familia escapa a Cuba, donde se reúnen con su jefe, Dreykov, quien envía a Natasha y Yelena a la Habitación Roja para que reciban entrenamiento adicional para convertirse en asesinas. Este entrenamiento incluía atraer a otra niña al bosque para dispararle y ensamblar una pistola a partir de piezas, lo que ella era la más rápida en hacer en su clase, lo que significaba que se le permitía permanecer separada del resto de la clase mientras les azotaban las manos.

### Destrucción de la Habitación Roja
En 2016, Yelena mata a una ex viuda rebelde, pero entra en contacto con un gas sintético que neutraliza el agente químico de control mental de la Habitación Roja. Yelena envía viales del antídoto a Natasha, con la esperanza de que ella y los Vengadores puedan liberar a las demás Viudas, y se esconde.
En Budapest, Natasha, ahora fugitiva por violar los acuerdos de Sokovia, encuentra a Yelena, quien revela que Dreykov está vivo y que la Habitación Roja sigue activa. Las viudas y el agente de la Habitación Roja, Taskmaster, las atacan, pero Yelena y Natasha las evaden y se reúnen con Mason, quien les proporciona un helicóptero. Yelena y Natasha liberan a Shostakov de la prisión para averiguar la ubicación de Dreykov, quien las dirige a Vostokoff, quien vive en una granja a las afueras de San Petersburgo. Allí está refinando el proceso de control mental químico utilizado con las Viudas. Vostokoff alerta a Dreykov y sus agentes para que los recojan, pero Natasha convence a Vostokoff para que los ayude y ambos usan la tecnología de máscaras faciales para intercambiar posiciones.
En la Habitación Roja, una instalación aérea secreta, Vostokoff libera a Shostakov y Yelena de sus ataduras. Dreykov escapa mientras otras Viudas atacan a Natasha, pero Yelena las expone al antídoto. Romanoff copia la ubicación de otras Viudas en todo el mundo desde la computadora de Dreykov mientras la instalación comienza a explotar y caer. En caída libre, Natasha le da a Yelena un paracaídas antes de luchar contra Taskmaster, quien resulta ser Antonia Dreykov, la hija de Dreykov. Tras aterrizar, Natasha usa un vial de antídoto en Taskmaster y le da el otro a Yelena junto con la ubicación de las otras Viudas controladas mentalmente para que pueda encontrarlas y liberarlas. Yelena, Vostokoff y Shostakov se despiden de Natasha y se van con Taskmaster y las Viudas liberadas, mientras Natasha espera para enfrentar al Secretario de Estado de los EE. UU., Thaddeus Ross.

### El Blip y la persecución a Clint Barton
En 2018, Yelena y la agente de las viudas, Sonya, someten a una mujer llamada Anna en su casa, con la intención de "desprogramarla" como a otras viudas negras, liberadas de Dreykov. Sin embargo, resulta que no necesitaba su ayuda. Yelena se convierte en víctima del Blip y cinco años después reaparece en 2023 con la esperanza de hablar con Natasha, pero finalmente se entera de su muerte. Belova consigue una perra llamada Fanny y trabaja como asesina a sueldo para Valentina Allegra de Fontaine. En diciembre de 2024, Yelena visita la tumba de Natasha y se encuentra con De Fontaine, quien le encarga a Belova que mate a Clint Barton, diciéndole que él es el culpable de la muerte de su hermana.
Durante la Navidad en Nueva York, Yelena siguió la pista de Barton y de su protegida, Kate Bishop. Embosca a Barton; durante la pelea, Barton desenmascara a Yelena y ella escapa. Yelena confronta a Bishop en su apartamento y le revela que la contrataron para matar a Barton. Yelena intenta convencer a Bishop de que Barton no es el héroe que Bishop venera, pero Bishop lo rechaza. En una fiesta de Navidad organizada por Eleanor, la madre de Bishop, en el Rockefeller Center, Bishop intercepta a Yelena, quien aún pretende matar a Barton como venganza por la muerte de Natasha, y lucha contra ella, pero Yelena escapa. Más tarde confronta a Barton y le exige la verdad sobre la muerte de Natasha. Barton accede, pero la pelea termina en una pelea en la que Barton finalmente convence a Yelena de que se retire y le perdone la vida después de silbarles a ella y a Natasha, lo que la lleva a darse cuenta de lo cercano que era a Natasha. Belova llega a un acuerdo con Barton y se marcha. También se descubre que fue Eleanor quien contrató a Yelena, y que De Fontaine solo estaba entregando el mensaje para Eleanor.

### Uniéndose a los Nuevos Vengadores
En 2027, Belova inicia una misión para De Fontaine en Malasia. Después, viaja a Washington D. C. y visita a Alexei, diciéndole que no se siente realizada y que desea encontrar un propósito. Llama a De Fontaine y acepta una última misión. Se dirige a una instalación secreta en Utah, donde se unen John Walker, Ava Starr y Antonia Dreykov, quienes están allí para atar cabos sueltos. Tras una pelea, Belova observa cómo Starr dispara fatalmente a Dreykov en la cabeza, antes de que aparezca un misterioso hombre llamado Bob. Al darse cuenta del plan de De Fontaine de incinerarlos a todos, los cuatro restantes logran escapar con la ayuda de Bob, quien se sacrifica distrayendo a las fuerzas de De Fontaine.
Shostakov encuentra a Belova, Walker y Starr caminando por el desierto. Apodó al grupo los "Thunderbolts", en honor al equipo de fútbol de la infancia de Belova. El equipo es atacado de nuevo por un convoy de las fuerzas de De Fontaine, pero son salvados por Bucky Barnes, quien los aprehende y pretende que testifiquen en el juicio político contra De Fontaine. Al enterarse de que Bob ha sobrevivido y ha sido enviado a Nueva York, el equipo se infiltra en la antigua Torre de los Vengadores, ahora rebautizada como la "Atalaya", para descubrir que De Fontaine ha convertido a Bob en un superhumano inmensamente poderoso conocido como Sentry.
Sentry domina a Belova y al resto del equipo, obligándolos a escapar. Sentry se transforma en su destructivo alter ego, el Vacío, y comienza a convertir en sombras a todos los que se encuentran a su alrededor, sumiendo la ciudad en oscuridad. Belova entra en el Vacío al darse cuenta de que solo recuperar la consciencia de Bob servirá de algo. Tras confrontar su pasado, encuentra la consciencia de Bob, perdido y consumido por sus propios traumas. Tras el rescate de sus compañeros, el equipo se enfrenta al Vacío recordándole a Bob que no está solo, lo que le permite superar su trauma y restaurar la luz y la normalidad en la ciudad. Con la amenaza neutralizada, el equipo se prepara para detener a De Fontaine. Sin embargo, ella manipula la percepción pública organizando una conferencia de prensa en la que los rebautiza como los Nuevos Vengadores. Belova advierte a De Fontaine que lamentará si vuelve a amenazarlos.
En 2028, Belova, el resto de los Nuevos Vengadores y Bob, quienes operan desde la Atalaya, reciben una señal de socorro de una nave espacial extradimensional con un gran emblema "4".

## Recepción
Brian Tallerico, de RogerEbert.com, afirmó que Pugh fue la estrella de Black Widow y que había encontrado "los matices perfectos de fuerza y vulnerabilidad". Caryn James, de la BBC, también elogió a Pugh en la película y afirmó que Belova era "más vivida que la mayoría de los personajes de acción". Al escribir sobre la actuación de Pugh en Hawkeye, Carly Lane, de Collider, declaró: "La llegada del personaje favorito de los fans, interpretado por Florence Pugh, revoluciona la serie de Disney+, en el buen sentido".
Caroline Siede, de The A.V. Club, al reseñar el episodio "Ronin" de Hawkeye, consideró que Pugh se robó el show y opinó que "todo lo que hizo que Yelena Belova fuera un éxito en la película de Black Widow ha regresado y posiblemente mejorado aquí". En su reseña del final de Hawkeye, "¿Así que esto es Navidad?", Siede elogió a Bishop y Belova, describiendo su "pelea de amigos respetuosos al estilo de La princesa prometida" como encantadora. También consideró que la muerte de Romanoff finalmente importó de verdad, y le emocionó ver a Barton y Belova luchar contra su dolor.
El papel de Pugh en Thunderbolts* también recibió críticas positivas, y Jane Coyle, de Associated Press, escribió que "Pugh domina cada momento de la película". Nicholas Barber, de BBC Culture, también elogió la actuación de Pugh.